# Маріо Єпес
Маріо Єпес (ісп. Mario Yepes, нар. 13 січня 1976, Калі) — колишній колумбійський футболіст, захисник.
Насамперед відомий виступами за аргентинські, французькі та італійські клуби, а також національну збірну Колумбії, у складі якої провів понад сто матчів.

## Клубна кар'єра
У дорослому футболі дебютував 1994 року виступами за клуб «Кортулуа», в якому провів три сезони, взявши участь у 76 матчах чемпіонату.
Протягом 1997—1999 років захищав кольори команди клубу «Депортіво Калі».

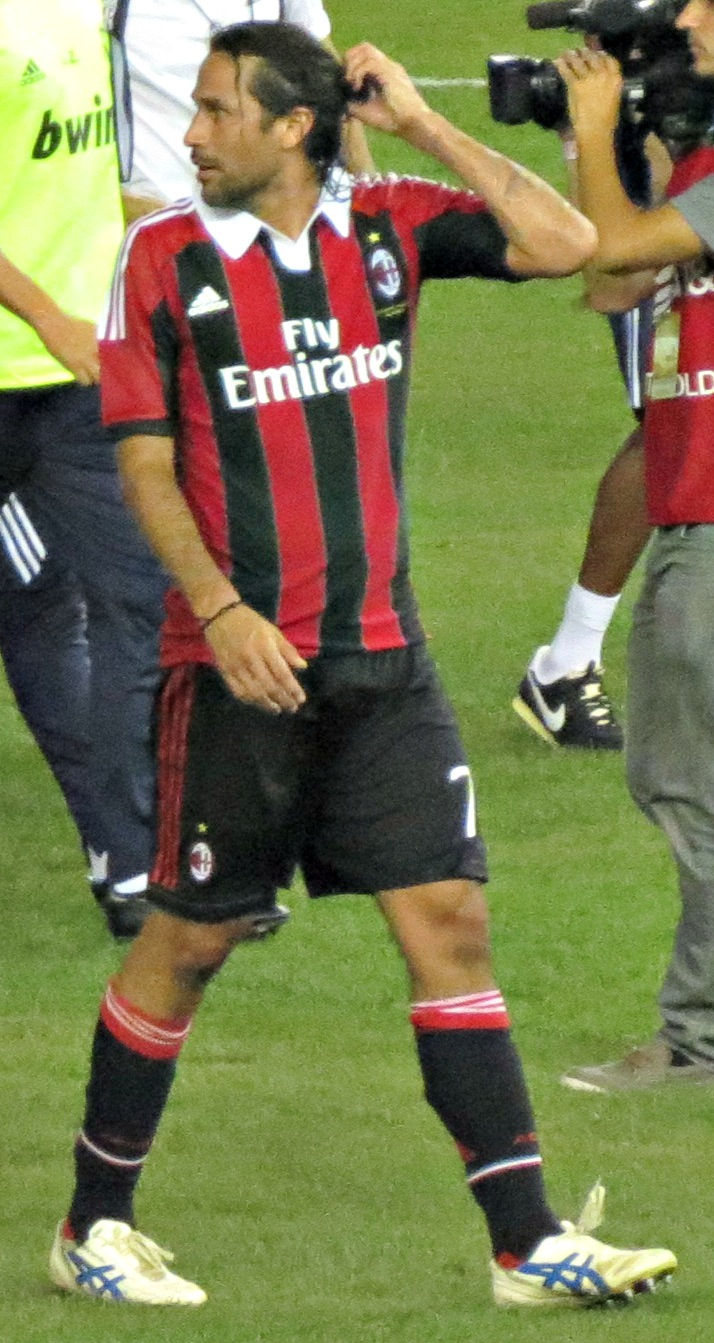
Маріо Єпес під час виступів за «Мілан». 2012 рік.

Своєю грою за останню команду привернув увагу представників тренерського штабу клубу «Рівер Плейт», до складу якого приєднався 1999 року. Відіграв за команду з Буенос-Айреса наступні три сезони своєї ігрової кар'єри. Більшість часу, проведеного у складі «Рівер Плейта», був основним гравцем захисту команди. За цей час виборов титул чемпіона Аргентини.
Протягом 2002—2004 років захищав кольори «Нанта».
2004 року уклав контракт з клубом «Парі Сен-Жермен», у складі якого провів наступні чотири роки своєї кар'єри гравця. Граючи у складі «Парі Сен-Жермен» також здебільшого виходив на поле в основному складі команди.
Протягом 2008—2010 років захищав кольори «К'єво».
До складу клубу «Мілан» приєднався 1 липня 2010 року. Влітку 2012 року контракт був продовжений ще на один сезон. За всі три сезони за «россонері» гравець зіграв в 46 офіційних матчах, забив 2 голи. Спочатку, придбання захисника викликало у вболівальників подив і навіть обурення. Однак гравець купувався як заміна одного з центральних захисників основи (Алессандро Неста і Тіагу Сілва), з наявністю колосального досвіду виступів, в тому числі на міжнародному рівні. За збігом обставин Єпес все частіше став з'являтися на полі і своєю надійною грою заслужив довіру тренера і симпатії вболівальників. Лише вік не дозволив йому застовпити за собою місце в основі.
Протягом сезону 2013/14 років захищав кольори «Аталанти», після чого покинув команду.
13 вересня 2014 році Єпес на правах вільного агента перейшов у «Сан-Лоренсо», з яким у грудні того ж року взяв участь в клубному чемпіонаті світу, де його команда дійшла до фіналу.
20 січня 2016 року оголосив про завершення ігрової кар'єри.

## Виступи за збірну
1995 року залучався до складу молодіжної збірної Колумбії.
1999 року дебютував в офіційних матчах у складі національної збірної Колумбії. З 2008 року — капітан збірної.
У складі збірної чотири рази брав участь у Кубках Америки (1999, 2001, 2007, 2011), а також Кубку конфедерацій 2003 року у Франції, на якому збірна зайняла 4 місце та був основним захисником збірної на ЧС-2014, де Колумбія вперше дійшла до 1/4 фіналу.
Протягом кар'єри у національній команді, яка тривала 16 років, провів у формі головної команди країни 102 матчі, забивши 6 голів.

## Статистика виступів

### Статистика клубних виступів
| Сезон                       | Команда                     | Чемпіонат                   | Чемпіонат | Чемпіонат | Національний кубок | Національний кубок | Національний кубок | Континентальні кубки | Континентальні кубки | Континентальні кубки | Інші змагання | Інші змагання | Інші змагання | Усього | Усього |
| Сезон                       | Команда                     | Ліга                        | Ігор      | Голів     | Ліга               | Ігор               | Голів              | Ліга                 | Ігор                 | Голів                | Ліга          | Ігор          | Голів         | Ігор   | Голів  |
| --------------------------- | --------------------------- | --------------------------- | --------- | --------- | ------------------ | ------------------ | ------------------ | -------------------- | -------------------- | -------------------- | ------------- | ------------- | ------------- | ------ | ------ |
| 1994                        | «Кортулуа»                  | ПА                          | 4         | 0         | —                  | —                  | —                  | —                    | —                    | —                    | —             | —             | —             | 4      | 0      |
| 1995                        | «Кортулуа»                  | ПА                          | 15        | 0         | —                  | —                  | —                  | —                    | —                    | —                    | —             | —             | —             | 15     | 0      |
| 1995-96                     | «Кортулуа»                  | ПА                          | 40        | 4         | —                  | —                  | —                  | —                    | —                    | —                    | —             | —             | —             | 40     | 4      |
| 1996-97                     | «Кортулуа»                  | ПА                          | 17        | 3         | —                  | —                  | —                  | —                    | —                    | —                    | —             | —             | —             | 17     | 3      |
| Усього за «Кортулуа»        | Усього за «Кортулуа»        | Усього за «Кортулуа»        | 76        | 7         |                    | —                  | —                  |                      | —                    | —                    |               | —             | —             | 76     | 7      |
| 1996-97                     | «Депортіво Калі»            | ПА+TA                       | 5+27      | 2+2       | —                  | —                  | —                  | —                    | —                    | —                    | —             | —             | —             | 34     | 4      |
| 1998                        | «Депортіво Калі»            | ПА                          | 48        | 6         | —                  | —                  | —                  | —                    | —                    | —                    | —             | —             | —             | 48     | 6      |
| 1998-99                     | «Депортіво Калі»            | ПА                          | 13        | 1         | —                  | —                  | —                  | КЛ                   | 12                   | 0                    | —             | —             | —             | 25     | 1      |
| Усього за «Депортіво Калі»  | Усього за «Депортіво Калі»  | Усього за «Депортіво Калі»  | 93        | 11        |                    | —                  | —                  |                      | 12                   | 0                    |               | —             | —             | 105    | 11     |
| 1999-00                     | «Рівер Плейт»               | ПД                          | 29        | 2         | —                  | —                  | —                  | ЛЧ+КМ                | ?+?                  | 0                    | —             | —             | —             | 29+    | 2      |
| 2000-01                     | «Рівер Плейт»               | ПД                          | 33        | 2         | —                  | —                  | —                  | ЛЧ+КМ                | ?+?                  | 1+2                  | —             | —             | —             | 33+    | 5      |
| 2001-02                     | «Рівер Плейт»               | ПД                          | 14        | 2         | —                  | —                  | —                  | —                    | —                    | —                    | —             | —             | —             | 14     | 2      |
| Усього за «Рівер Плейт»     | Усього за «Рівер Плейт»     | Усього за «Рівер Плейт»     | 76        | 6         |                    | —                  | —                  |                      | 25                   | 3                    |               | —             | —             | 101    | 9      |
| 2001-02                     | «Нант»                      | Л1                          | 11        | 0         | КЛ                 | 1                  | 0                  | ЛЧ                   | 2                    | 0                    | —             | —             | —             | 14     | 0      |
| 2002-03                     | «Нант»                      | Л1                          | 33        | 2         | КФ+КЛ              | 0+3                | 0+1                | —                    | —                    | —                    | —             | —             | —             | 36     | 3      |
| 2003-04                     | «Нант»                      | Л1                          | 29        | 0         | КФ+КЛ              | 4+5                | 2+1                | КІ                   | 2                    | 1                    | —             | —             | —             | 40     | 4      |
| Усього за «Нант»            | Усього за «Нант»            | Усього за «Нант»            | 73        | 2         |                    | 13                 | 4                  |                      | 4                    | 1                    |               | —             | —             | 90     | 7      |
| 2004-05                     | «Парі Сен-Жермен»           | Л1                          | 32        | 3         | КФ+КЛ              | 2+0                | 1+0                | ЛЧ                   | 4                    | 0                    | СФ            | 1             | 0             | 39     | 4      |
| 2005-06                     | «Парі Сен-Жермен»           | Л1                          | 32        | 4         | КФ+КЛ              | 4+2                | 0                  | —                    | —                    | —                    | —             | —             | —             | 38     | 4      |
| 2006-07                     | «Парі Сен-Жермен»           | Л1                          | 24        | 1         | КФ+КЛ              | 3+1                | 0                  | ЛЧ                   | 3                    | 0                    | СФ            | 1             | 0             | 32     | 1      |
| 2007-08                     | «Парі Сен-Жермен»           | Л1                          | 27        | 0         | КФ+КЛ              | 4+4                | 0+1                | —                    | —                    | —                    | —             | —             | —             | 35     | 1      |
| Усього за «Парі Сен-Жермен» | Усього за «Парі Сен-Жермен» | Усього за «Парі Сен-Жермен» | 115       | 8         |                    | 20                 | 2                  |                      | 7                    | 0                    |               | 2             | 0             | 144    | 10     |
| 2008-09                     | «К'єво»                     | A                           | 32        | 0         | КІ                 | 0                  | 0                  | —                    | —                    | —                    | —             | —             | —             | 32     | 0      |
| 2009-10                     | «К'єво»                     | A                           | 31        | 1         | КІ                 | 1                  | 0                  | —                    | —                    | —                    | —             | —             | —             | 32     | 1      |
| Усього за «К'єво»           | Усього за «К'єво»           | Усього за «К'єво»           | 63        | 1         |                    | 1                  | 0                  |                      | —                    | —                    |               | —             | —             | 64     | 1      |
| 2010-11                     | «Мілан»                     | A                           | 13        | 0         | КІ                 | 2                  | 0                  | ЛЧ                   | 2                    | 0                    | —             | —             | —             | 17     | 0      |
| 2011-12                     | «Мілан»                     | A                           | 11        | 1         | КІ                 | 0                  | 0                  | ЛЧ                   | 0                    | 0                    | СІ            | 0             | 0             | 11     | 1      |
| 2012–13                     | «Мілан»                     | A                           | 14        | 0         | КІ                 | 1                  | 1                  | ЛЧ                   | 3                    | 0                    | -             | -             | -             | 18     | 1      |
| Усього за «Мілан»           | Усього за «Мілан»           | Усього за «Мілан»           | 38        | 1         |                    | 3                  | 1                  |                      | 5                    | 0                    |               | 0             | 0             | 46     | 2      |
| 2013–14                     | «Аталанта»                  | A                           | 24        | 0         | КІ                 | 2                  | 0                  | -                    | -                    | -                    | -             | -             | -             | 26     | 0      |
| Усього за кар'єру           | Усього за кар'єру           | Усього за кар'єру           | 558       | 36        |                    | 39                 | 7                  |                      | 53                   | 4                    |               | 2             | 0             | 652    | 47     |

### Статистика виступів за збірну
| Дата       | Місто                  | Господарі        | Результат  | Гості         | Турнір                          | Голи | Примітки    |
| ---------- | ---------------------- | ---------------- | ---------- | ------------- | ------------------------------- | ---- | ----------- |
| 09/02/1999 | Маямі                  | Німеччина        | 3 – 3      | Колумбія      | товариський матч                | -    |             |
| 24/06/1999 | Асунсьйон              | Парагвай         | 2 – 1      | Колумбія      | товариський матч                | -    |             |
| 07/07/1999 | Люке                   | Колумбія         | 2 – 1      | Еквадор       | Копа Америка 1999 - 1 раунд     | -    |             |
| 28/03/2000 | Богота                 | Колумбія         | 0 – 0      | Бразилія      | Відбір до ЧС 2002               | -    |             |
| 26/04/2000 | Ла-Пас                 | Болівія          | 1 – 1      | Колумбія      | Відбір до ЧС 2002               | -    |             |
| 29/06/2000 | Богота                 | Колумбія         | 1 – 3      | Аргентина     | Відбір до ЧС 2002               | -    |             |
| 19/07/2000 | Ліма                   | Перу             | 0 – 1      | Колумбія      | Відбір до ЧС 2002               | -    |             |
| 25/07/2000 | Кіто                   | Еквадор          | 0 – 0      | Колумбія      | Відбір до ЧС 2002               | -    |             |
| 15/08/2000 | Богота                 | Колумбія         | 1 – 0      | Уругвай       | Відбір до ЧС 2002               | -    |             |
| 02/09/2000 | Сантьяго               | Чилі             | 0 – 1      | Колумбія      | Відбір до ЧС 2002               | -    |             |
| 07/10/2000 | Богота                 | Колумбія         | 0 – 2      | Парагвай      | Відбір до ЧС 2002               | -    |             |
| 15/11/2000 | Сан-Паулу              | Бразилія         | 1 – 0      | Колумбія      | Відбір до ЧС 2002               | -    |             |
| 27/03/2001 | Богота                 | Колумбія         | 2 – 0      | Болівія       | Відбір до ЧС 2002               | -    |             |
| 03/06/2001 | Буенос-Айрес           | Аргентина        | 3 – 0      | Колумбія      | Відбір до ЧС 2002               | -    |             |
| 12/07/2001 | Барранкілья            | Колумбія         | 2 – 0      | Венесуела     | Копа Америка 2001 - 1 раунд     | -    |             |
| 15/07/2001 | Барранкілья            | Колумбія         | 1 – 0      | Еквадор       | Копа Америка 2001 - 1 раунд     | -    |             |
| 18/07/2001 | Барранкілья            | Колумбія         | 2 – 0      | Чилі          | Копа Америка 2001 - 1 раунд     | -    |             |
| 23/07/2001 | Арменія                | Колумбія         | 3 – 0      | Перу          | Копа Америка 2001 - чвертьфінал | -    |             |
| 27/07/2001 | Манісалес              | Колумбія         | 2 – 0      | Гондурас      | Копа Америка 2001 - півфінал    | -    |             |
| 29/07/2001 | Богота                 | Мексика          | 0 – 1      | Колумбія      | Копа Америка 2001 - Фінал       | -    | 1 титул     |
| 16/08/2001 | Богота                 | Колумбія         | 0 – 1      | Перу          | Відбір до ЧС 2002               | -    |             |
| 05/09/2001 | Богота                 | Колумбія         | 0 – 0      | Еквадор       | Відбір до ЧС 2002               | -    |             |
| 07/10/2001 | Монтевідео             | Уругвай          | 1 – 1      | Колумбія      | Відбір до ЧС 2002               | -    |             |
| 07/11/2001 | Богота                 | Колумбія         | 3 – 1      | Чилі          | Відбір до ЧС 2002               | -    |             |
| 14/11/2001 | Асунсьйон              | Парагвай         | 0 – 4      | Колумбія      | Відбір до ЧС 2002               | -    |             |
| 12/02/2003 | Фінікс                 | Мексика          | 0 – 0      | Колумбія      | товариський матч                | -    |             |
| 29/03/2003 | Пусан                  | Південна Корея   | 0 – 0      | Колумбія      | товариський матч                | -    |             |
| 08/06/2003 | Мадрид                 | Колумбія         | 0 – 0      | Еквадор       | товариський матч                | -    |             |
| 18/06/2003 | Ліон                   | Франція          | 1 – 0      | Колумбія      | Кубок Конфедерацій              | -    |             |
| 20/06/2003 | Ліон                   | Колумбія         | 3 – 1      | Нова Зеландія | Кубок Конфедерацій              | 1    |             |
| 22/06/2003 | Сент-Етьєн             | Японія           | 0 – 1      | Колумбія      | Кубок Конфедерацій              | -    |             |
| 26/06/2003 | Ліон                   | Камерун          | 1 – 0      | Колумбія      | Кубок Конфедерацій              | -    |             |
| 28/06/2003 | Сент-Етьєн             | Колумбія         | 1 – 2      | Туреччина     | Кубок Конфедерацій              | -    | 4-те місце  |
| 07/09/2003 | Барранкілья            | Колумбія         | 1 – 2      | Бразилія      | Відбір до ЧС 2006               | -    |             |
| 10/09/2003 | Ла-Пас                 | Болівія          | 4 – 0      | Колумбія      | Відбір до ЧС 2006               | -    |             |
| 15/11/2003 | Барранкілья            | Колумбія         | 0 – 1      | Венесуела     | Відбір до ЧС 2006               | -    |             |
| 19/11/2003 | Барранкілья            | Колумбія         | 1 – 1      | Аргентина     | Відбір до ЧС 2006               | -    |             |
| 31/03/2004 | Ліма                   | Перу             | 0 – 2      | Колумбія      | Відбір до ЧС 2006               | -    |             |
| 02/06/2004 | Кіто                   | Еквадор          | 2 – 1      | Колумбія      | Відбір до ЧС 2006               | -    |             |
| 06/06/2004 | Барранкілья            | Колумбія         | 5 – 0      | Уругвай       | Відбір до ЧС 2006               | -    |             |
| 05/09/2004 | Сантьяго               | Чилі             | 0 – 0      | Колумбія      | Відбір до ЧС 2006               | -    |             |
| 09/10/2004 | Барранкілья            | Колумбія         | 1 – 1      | Парагвай      | Відбір до ЧС 2006               | -    |             |
| 13/10/2004 | Масейо                 | Бразилія         | 0 – 0      | Колумбія      | Відбір до ЧС 2006               | -    |             |
| 17/11/2004 | Барранкілья            | Колумбія         | 1 – 0      | Болівія       | Відбір до ЧС 2006               | 1    |             |
| 26/03/2005 | Маракайбо              | Венесуела        | 0 – 0      | Колумбія      | Відбір до ЧС 2006               | -    |             |
| 30/03/2005 | Буенос-Айрес           | Аргентина        | 1 – 0      | Колумбія      | Відбір до ЧС 2006               | -    |             |
| 31/05/2005 | Нью-Йорк               | Колумбія         | 2 – 3      | Англія        | товариський матч                | 1    |             |
| 04/06/2005 | Барранкілья            | Колумбія         | 5 – 0      | Перу          | Відбір до ЧС 2006               | -    |             |
| 08/06/2005 | Барранкілья            | Колумбія         | 3 – 0      | Еквадор       | Відбір до ЧС 2006               | -    |             |
| 08/10/2005 | Барранкілья            | Колумбія         | 1 – 1      | Чилі          | Відбір до ЧС 2006               | -    |             |
| 12/10/2005 | Асунсьйон              | Парагвай         | 0 – 1      | Колумбія      | Відбір до ЧС 2006               | -    |             |
| 03/06/2007 | Мацумото (Наґано)      | Колумбія         | 1 – 0      | Чорногорія    | товариський матч                | -    |             |
| 05/06/2007 | Сайтама (Сайтама)      | Японія           | 0 – 0      | Колумбія      | товариський матч                | -    |             |
| 23/06/2007 | Барранкілья            | Колумбія         | 3 – 1      | Еквадор       | товариський матч                | 1    |             |
| 28/06/2007 | Маракайбо              | Парагвай         | 5 – 0      | Колумбія      | Копа Америка 2007 - 1 раунд     | -    |             |
| 05/07/2007 | Баркісімето            | Колумбія         | 1 – 0      | США           | Копа Америка 2007 - 1 раунд     | -    |             |
| 11/10/2008 | Богота                 | Колумбія         | 0 – 1      | Парагвай      | Відбір до ЧС 2010               | -    |             |
| 15/10/2008 | Ріо-де-Жанейро         | Бразилія         | 0 – 0      | Колумбія      | Відбір до ЧС 2010               | -    |             |
| 18/11/2008 | Калі (місто)           | Колумбія         | 1 – 0      | Нігерія       | товариський матч                | -    |             |
| 11/02/2009 | Перейра                | Колумбія         | 2 – 0      | Гаїті         | товариський матч                | -    |             |
| 28/03/2009 | Богота                 | Колумбія         | 2 – 0      | Болівія       | Відбір до ЧС 2010               | -    |             |
| 31/03/2009 | Пуерто Ордас           | Венесуела        | 2 – 0      | Колумбія      | Відбір до ЧС 2010               | -    |             |
| 06/06/2009 | Буенос-Айрес           | Аргентина        | 1 – 0      | Колумбія      | Відбір до ЧС 2010               | -    |             |
| 10/06/2009 | Медельїн               | Колумбія         | 1 – 0      | Перу          | Відбір до ЧС 2010               | -    |             |
| 12/08/2009 | Нью-Йорк               | Колумбія         | 1 – 2      | Венесуела     | товариський матч                | -    |             |
| 05/09/2009 | Медельїн               | Колумбія         | 2 – 0      | Еквадор       | Відбір до ЧС 2010               | -    |             |
| 09/09/2009 | Монтевідео             | Уругвай          | 3 – 1      | Колумбія      | Відбір до ЧС 2010               | -    |             |
| 10/10/2009 | Медельїн               | Колумбія         | 2 – 4      | Чилі          | Відбір до ЧС 2010               | -    |             |
| 27/05/2010 | Йоганнесбург           | ПАР              | 2 – 1      | Колумбія      | товариський матч                | -    |             |
| 30/05/2010 | Мілтон Кейнс           | Нігерія          | 1 – 1      | Колумбія      | товариський матч                | -    |             |
| 03/09/2010 | Пуерто ла Крус         | Венесуела        | 0 – 2      | Колумбія      | товариський матч                | -    |             |
| 07/09/2010 | Монтеррей              | Мексика          | 1 – 0      | Колумбія      | товариський матч                | -    |             |
| 08/10/2010 | Нью-Йорк               | Еквадор          | 0 – 1      | Колумбія      | товариський матч                | -    |             |
| 12/10/2010 | Честер                 | США              | 0 – 0      | Колумбія      | товариський матч                | -    |             |
| 09/02/2011 | Мадрид                 | Іспанія          | 1 – 0      | Колумбія      | товариський матч                | -    |             |
| 26/03/2011 | Мадрид                 | Колумбія         | 2 – 0      | Еквадор       | товариський матч                | -    |             |
| 29/03/2011 | Гаага                  | Колумбія         | 0 – 2      | Чилі          | товариський матч                | -    |             |
| 02/07/2011 | Сан-Сальвадор-де-Жужуй | Колумбія         | 1 – 0      | Коста-Рика    | Копа Америка 2011 - 1 раунд     | -    |             |
| 06/07/2011 | Санта-Фе               | Аргентина        | 0 – 0      | Колумбія      | Копа Америка 2011 - 1 раунд     | -    |             |
| 10/07/2011 | Санта-Фе               | Колумбія         | 2 – 0      | Болівія       | Копа Америка 2011 - 1 раунд     | -    |             |
| 16/07/2011 | Кордова                | Колумбія         | 0 – 2 д.ч. | Перу          | Копа Америка 2011 - чвертьфінал | -    |             |
| 11/11/2011 | Барранкілья            | Колумбія         | 1 – 1      | Венесуела     | Відбір до ЧС 2014               | -    |             |
| 15/11/2011 | Барранкілья            | Колумбія         | 1 – 2      | Аргентина     | Відбір до ЧС 2014               | -    |             |
| 3-6-2012   | Ліма                   | Перу             | 0 – 1      | Колумбія      | Відбір до ЧС 2014               | -    |             |
| 10-6-2012  | Кіто                   | Еквадор          | 1 – 0      | Колумбія      | Відбір до ЧС 2014               | -    |             |
| 11-9-2012  | Сантьяго               | Чилі             | 1 – 3      | Колумбія      | Відбір до ЧС 2014               | -    |             |
| 12-10-2012 | Барранкілья            | Колумбія         | 2 – 0      | Парагвай      | Відбір до ЧС 2014               | -    |             |
| 14-11-2012 | Іст-Резерфорд          | Бразилія         | 1 – 1      | Колумбія      | товариський матч                | -    |             |
| 22-3-2013  | Барранкілья            | Колумбія         | 5 – 0      | Болівія       | Відбір до ЧС 2014               | -    |             |
| 7-6-2013   | Буенос-Айрес           | Аргентина        | 0 – 0      | Колумбія      | Відбір до ЧС 2014               | -    |             |
| 11-6-2013  | Барранкілья            | Колумбія         | 2 – 0      | Перу          | Відбір до ЧС 2014               | -    |             |
| 14-8-2013  | Барселона              | Колумбія         | 1 – 0      | Сербія        | товариський матч                | -    |             |
| 10-9-2013  | Монтевідео             | Уругвай          | 2 – 0      | Колумбія      | Відбір до ЧС 2014               | -    |             |
| 11-10-2013 | Барранкілья            | Колумбія         | 3 – 3      | Чилі          | Відбір до ЧС 2014               | -    |             |
| 15-10-2013 | Асунсьйон              | Парагвай         | 1 – 2      | Колумбія      | Відбір до ЧС 2014               | 2    |             |
| 5-3-2014   | Курналя-да-Любрагат    | Колумбія         | 1 – 1      | Туніс         | товариський матч                | -    |             |
| 31-5-2014  | Буенос-Айрес           | Колумбія         | 2 – 2      | Сенегал       | товариський матч                | -    |             |
| 6-6-2014   | Буенос-Айрес           | Колумбія         | 3 – 0      | Йорданія      | товариський матч                | -    |             |
| 14-6-2014  | Белу-Оризонті          | Колумбія         | 3 – 0      | Греція        | ЧС 2014 - 1-й етап              | -    |             |
| 19-6-2014  | Бразиліа               | Колумбія         | 2 – 1      | Кот-д'Івуар   | ЧС 2014 - 1-й етап              | -    | 100-ий матч |
| 28-6-2014  | Ріо-де-Жанейро         | Колумбія         | 2 – 0      | Уругвай       | ЧС 2014 - 1/8 фіналу            | -    |             |
| 4-7-2014   | Форталеза              | Бразилія         | 2 – 1      | Колумбія      | ЧС 2014 - чвертьфінал           | -    |             |
| Усього     |                        | Матчів (2 місце) | 102        |               | Голів                           | 6    |             |

## Досягнення
- Чемпіон Аргентини:

«Рівер Плейт»: Апертура 1999, Клаусура 2000
- Володар Кубка Франції:

«Парі Сен-Жермен»: 2005-06
- Володар Кубка французької ліги:

«Парі Сен-Жермен»: 2007-08
- Чемпіон Італії:

«Мілан»: 2010-11
- Володар Суперкубка Італії:

«Мілан»: 2011
- Володар Кубка Америки:

Колумбія: 2001